# خريطة غودونوف

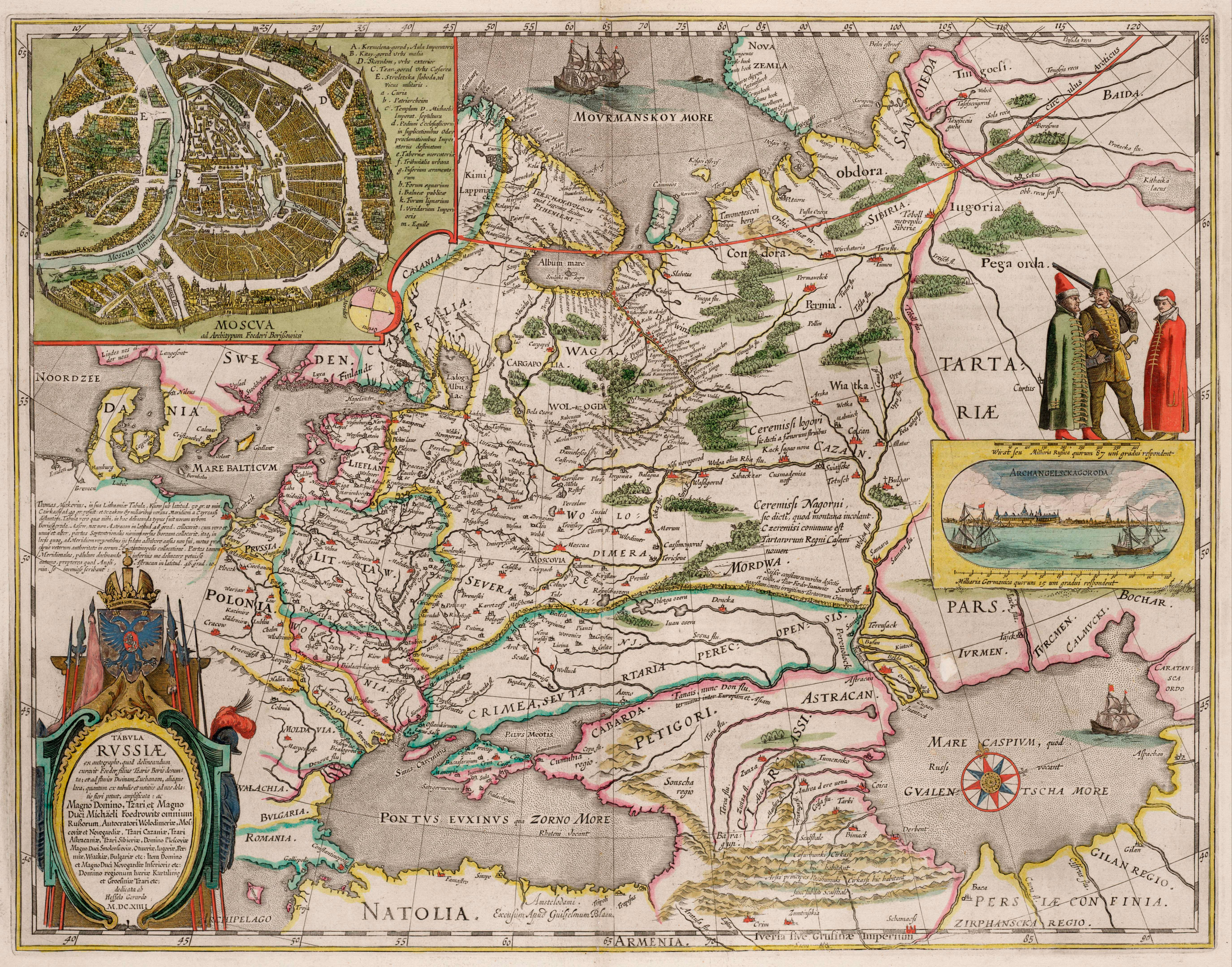
خريطة غودونوف والتي نشرت في امستردام

خريطة غودونوف هي خريطة اثنوغرافية لسيبيريا بتكليف من ألكسيس روسيا في 15 تشرين الثاني/نوفمبر 1667. النسخة الأصلية من الخريطة لم تعد موجودة، ولكن تم عمل نسختين من الخريطة. أحدها من اعداد بريتس يوهانسون كلاس والأخرى من كرونمان فريتز.
 سميت باسم بيتر إيفانوفيتش غودونوف حاكم توبولسك.